# Zbigniew Ziobro

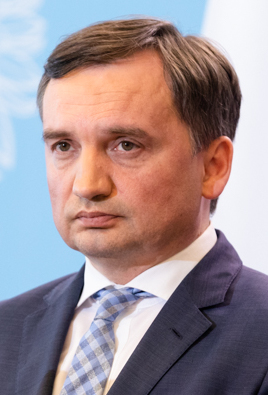
Zbigniew Ziobro (2019)

Zbigniew Tadeusz Ziobro (* 18. August 1970 in Krakau) ist ein polnischer Politiker und war Gründer und Vorsitzender der rechten Partei Suwerenna Polska. Von 2019 bis 2023 war er Justizminister im Kabinett Morawiecki II. Er war von 2005 bis 2007 Justizminister und Generalstaatsanwalt in den Regierungen von Kazimierz Marcinkiewicz und Jarosław Kaczyński. Im Kabinett Szydło wurde Ziobro 2015 erneut Justizminister und nach einer Gesetzesänderung im März 2016 zudem wieder Generalstaatsanwalt. Diese Funktionen behielt er im Kabinett Morawiecki I und Kabinett Morawiecki II.
Ziobro gilt als der Architekt der umstrittenen Justizreform in Polen. Wiederholt bestritt er, dass Entscheidungen europäischer Gerichte für Polen bindend seien, und schloss einen Austritt Polens aus der Europäischen Union nicht aus. Er wird vom nationalistischen Sender Radio Maryja unterstützt, hat diesen aus einem Fonds des Justizministeriums für Verbrechensopfer subventionieren lassen und hat Presseberichten zufolge wiederholt in Gerichtsverfahren zugunsten des Senders eingegriffen.

## Familie und Privates
Sein Vater Jerzy Ziobro war Internist und Direktor des Sanatoriums von Krynica. Er gehörte der PZPR an, war jedoch seit 1980 auch Mitglied der oppositionellen Gewerkschaft Solidarność. Die Mutter Krystyna Kornicka-Ziobro ist Zahnärztin. Sie war Nebenklägerin im Prozess um den Tod ihres Ehemannes aufgrund eines angeblichen ärztlichen Kunstfehlers im Jahr 2006. Ziobro erhielt als junger Mann Todesdrohungen von vorgeblichen Schutzgelderpressern, die er nach eigenen Angaben zunächst als schlechten Scherz abtat. Nachdem diese auch seine Familie erreichten, wendete er sich an Weihnachten 1993 an die Polizei. Er verdächtige zwei ehemalige Mitschüler, deren Schuld jedoch nicht erwiesen werden konnte.
Im Februar 2017 begann die Ziobro dienstlich unterstehende Krakauer Staatsanwaltschaft eine Untersuchung wegen Dienstvergehen gegen die Richterin Agnieszka Pilarczyk, die als Vorsitzende im Prozess um den Tod des Vaters Ziobros wegen eines angeblichen ärztlichen Kunstfehlers im Jahr 2006 die Klage der Mutter des Ministers abgewiesen hatte. Die Familie Ziobros hatte zu der Zeit, als dieser noch Oppositionspolitiker war, vergeblich die Absetzung der Richterin wegen angeblicher Parteilichkeit beantragt. Gegen diesen versuchten Eingriff in die Unabhängigkeit der Justiz protestierte der Landesrat für das Gerichtswesen, das höchste Gremium der Zunft. Der verantwortliche leitende Arzt wurde im Februar 2017 von einem Krakauer Gericht von jeglicher Schuld freigesprochen. Die Staatsanwaltschaft, deren oberster Dienstherr Ziobro ist, ermittelte aber weiter gegen ihn; insgesamt fünf Staatsanwälte waren nach Berichten der polnischen Medien damit befasst, Fehler des Arztes und seiner Mitarbeiter zu suchen. Auch wurde ein Gutachter, auf dessen Expertise sich das Gericht bei der Abweisung der Klage der Familie Ziobros gestützt hatte, vorübergehend festgenommen. Der Arzt, der seinerzeit die Operation geleitet hatte, erklärte gegenüber polnischen Medien, er und seine Familie lebten „in Ungewissheit und Angst“. Der Europäische Gerichtshof für Menschenrechte wies 2022 eine Klage der Mutter Ziobros wegen angeblicher Verfahrensfehler der Krakauer Justiz als unbegründet ab. 2025 beauftragte die Generalstaatsanwaltschaft die Staatsanwaltschaft Danzig mit einer Untersuchung, ob Ziobro als Minister den Staatsapparat für die private Klage seiner Familie gesetzwidrig instrumentalisiert hat.
Nach Berichten der polnischen Presse ließ Ziobro 2005, als er das erste Mal Justizminister geworden war, seine neue Freundin Patrycja Kotecka von einem Detektiv überwachen und ihr Telefon abhören, weil er gefürchtet habe, die junge Akademikerin habe sich ihm im Auftrag der polnischen Mafia genähert. Die Überwachung habe den Verdacht nicht bestätigt, das Paar heiratete. Es hat zwei Kinder. Kotecka-Ziobro wurde 2016 Marketingdirektorin eines Unternehmens des staatlichen Versicherungskonzerns PZU. 2020 stieg sie in den Vorstand der Teilgesellschaft auf. Diese Position gab sie mit Wirkung zum 31. Dezember 2022 auf, nach eigenen Angaben zur Promotion. Nach einem Bericht der nach der Abwahl der PiS bei den Parlamentswahlen 2023 eingesetzten neuen Geschäftsführung hat Kotecka als Vorstandsmitglied von PZU insgesamt rund 4,5 Millionen Złoty (1,1 Millionen Euro) bekommen.
Aufgrund einer Krebserkrankung gab Ziobro im Dezember 2023 den Vorsitz der Suwerenna Polska interimistisch an den Europapolitiker Patryk Jaki ab.
Ziobro ist überzeugter Sportschütze und trug auch schon bei offiziellem Anlass eine Waffe.

## Ausbildung
Ziobro wuchs in Krynica auf, wo er auch das Abitur ablegte. Im Jahr 1994 machte er einen Abschluss an der Fakultät für Recht und Verwaltung an der Jagiellonen-Universität in Krakau. Im Fach Zivilrecht erzielte er durchschnittliche Ergebnisse, in Strafrecht dagegen sehr gute. Nach dem Studium absolvierte er sein Referendariat bei der Bezirksstaatsanwaltschaft von Gleiwitz und bestand 1997 das Examen für Staatsanwälte. Er hat jedoch nie als Staatsanwalt gearbeitet. Nach dem Studienabschluss arbeitete er unter anderem von 1998 bis 2000 in der Generalzollinspektion.

## Politische Tätigkeit

### Erstes Engagement in der Rechtspolitik
In der zweiten Hälfte der 1990er-Jahre veröffentlichte er unter anderem in der Rzeczpospolita einige Artikel zum Thema Strafrechtspolitik. 1997 erstellte er ein Rechtsgutachten für die Parlamentsfraktion des regierenden konservativen Wahlblocks Wahlaktion Solidarność (AWS) zur Entscheidung des Militärstaatsanwaltes über die Einstellung des Verfahrens gegen Oberst Ryszard Kukliński, der als Spion der USA in der Volksrepublik zum Tode verurteilt worden war. Ziobro verteidigte darin Kukliński.
1999 gehörte er in Krakau zu den Gründern des Vereins „Katon“, der Opfer von Straftaten durch Beratung und Vermittlung von Rechtsbestand juristisch unterstützt. Er nahm darüber hinaus an der Ausarbeitung des Programms „Sicheres Krakau“ der Stadt Krakau teil. Ebenso verfasste er einen Entwurf zur Novellierung des Strafgesetzbuches, der auf die Verschärfung des Strafmaßes für schwere Straftaten abzielte.

### Mitglied des Kabinetts Buzek
Von März bis Juli 2001 war er im Kabinett von Ministerpräsident Jerzy Buzek Unterstaatssekretär im Justizministerium und einer der engsten Mitarbeiter des Ministers Lech Kaczyński, der in Personalunion auch Generalstaatsanwalt war. Er verließ das Justizministerium nach Kaczyńskis Rücktritt. In dieser Zeit war die Zahl der vorläufigen Festnahmen in Polen nach oben geschnellt, die Inhaftierungszeiten von Untersuchungshäftlingen hatten sich deutlich verlängert, wofür Warschau 2007 vom Europäischen Gerichtshof für Menschenrechte kritisiert wurde.

### Abgeordneter des Sejms
2001 wurde Ziobro für die Partei Recht und Gerechtigkeit (PiS) in Krakau erstmals in den Sejm gewählt. Er gehörte dem Untersuchungsausschuss zur Rywin-Affäre an. Darin war er Autor eines Berichtes, der die Verantwortung für Unregelmäßigkeiten bei der umstrittenen Novellierung des Gesetzes über die öffentlichen Medien vor allem bei Ministerpräsident Leszek Miller, der stellvertretenden Kulturministerin Aleksandra Jakubowska, dem Intendanten des öffentlichen Fernsehens (TVP) Robert Kwiatkowski und dem Chef der Landesmedienanstalt Włodzimierz Czarzasty sah. Der Sejm nahm diesen Bericht gegen die Stimmen des regierenden Linksbündnisses (SLD) als endgültigen Abschlussbericht des Untersuchungsausschusses an, es war eine schwere Niederlage für Leszek Miller.
Bei den Kommunalwahlen vom 27. Oktober 2002 war er Kandidat der PiS für den Posten des Oberbürgermeisters von Krakau, er schaffte es jedoch nicht einmal in die Stichwahl. Bei den Parlamentswahlen 2005 errang er erneut ein Mandat für den Wahlkreis Krakau. Er war im selben Jahr auch Leiter des Stabes für den Präsidentschaftswahlkampf von Lech Kaczyński.

### Justizminister Polens 2005–2007
Am 31. Oktober 2005 wurde er zum Justizminister in der Regierung von Kazimierz Marcinkiewicz ernannt. Gleichzeitig übernahm er in Personalunion das Amt des Generalstaatsanwalts. Beide Funktionen behielt er auch im Kabinett Jarosław Kaczyńskis, bis dieses nach der Niederlage der PiS bei den vorgezogenen Parlamentswahlen am 5. November 2007 die Amtsgeschäfte der neuen Regierung unter Donald Tusk übertragen musste.
Wegen seiner von den staatlichen Medien begleiteten Kampagnen als oberster Verbrechensbekämpfer bekam Ziobro rasch den Beinamen „Sheriff“. Im Jahr 2006 wurde ihm der Titel „Mann des Jahres“ der Wochenzeitschrift Wprost verliehen.
Doch war seine Amtszeit als Justizminister und Generalstaatsanwaltschaft von zahlreichen Kontroversen und Skandalen begleitet. So hatte er im Dezember 2005 den zuständigen Staatsanwalt angewiesen, dem PiS-Vorsitzenden Jarosław Kaczyński Ermittlungsakten über die „Benzinmafia“ zur Einsicht vorzulegen. 2008 stellte die Kreisstaatsanwaltschaft Płock in diesem Zusammenhang den Antrag an das Justizministerium, Ziobros Abgeordnetenimmunität wegen des Verdachts des Amtsmissbrauchs durch Weitergabe von staatsanwaltlichen Ermittlungsergebnissen an Unbefugte aufzuheben. Am 3. September 2008 verzichtete Ziobro diesbezüglich auf seine Immunität. Doch ein Gegengutachten der Staatsanwaltschaft in seiner Heimatstadt Krakau entlastete Ziobro, das Verfahren wurde eingestellt.
Im August 2006 verklagte der Bruder Ziobros ein Krakauer Krankenhaus, in dem einen Monat zuvor der Vater beider gestorben war, auf 250.000 Złoty (ca. 62.500 Euro) Schadenersatz wegen ärztlicher Kunstfehler, die zu dem Todesfall geführt hätten. Medienberichten zufolge übte Zbigniew Ziobro persönlich in diesem Fall Druck auf die Staatsanwaltschaft aus. Nachdem die Staatsanwaltschaft zunächst zweimal die Eröffnung eines Verfahrens abgelehnt hatte – zu dem Zeitpunkt war Ziobro kein Minister mehr –, wurde der Prozess schließlich doch 2014 eröffnet. Angeklagt waren vier Ärzte.
Am 14. Februar 2007 teilten Ziobro und der Leiter der Antikorruptionsbehörde CBA Mariusz Kamiński auf einer Pressekonferenz die Umstände der Festnahme des Chefs der Kardiochirurgischen Abteilung der Klinik des Innenministeriums, Professor Mirosław Garlicki, mit und informierten, dass dem Arzt Bestechlichkeit und Totschlag in 20 Fällen vorgeworfen würden. Ziobro sagte auf der Pressekonferenz: „Niemand wird mehr von diesem Herrn um sein Leben gebracht.“ (Już nikt nigdy przez tego pana życia pozbawiony nie będzie.) Die Umstände der Festnahme des Herzchirurgen, die in den Fernsehnachrichten gezeigt wurde, sowie Ziobros Satz wurden von einem Großteil der Presse als Vorverurteilung scharf kritisiert. Am 7. Mai 2007 wurde diese Festnahme gerichtlich für rechtswidrig erklärt und Garlicki gegen eine Kaution auf freien Fuß gesetzt. Das Gericht sah es als erwiesen an, dass der Vorwurf des Totschlags nicht nachzuweisen sei.
Im Dezember 2008 wurde Ziobro verurteilt, an Garlicki 30.000 Złoty (ca. 7500 Euro) als Entschädigung für üble Nachrede zu zahlen und sich öffentlich bei ihm zu entschuldigen. Er musste dies im öffentlichen Fernsehen nach der Hauptnachrichtensendung tun, das Bild einer Tafel mit der Entschuldigungsformel wurde ausgestrahlt. Die Presse spekulierte, der Prozess und die von ihm zu finanzierende Sendezeit hätten zusammen Ziobro rund 300.000 Złoty (rund 75.000 Euro) gekostet. 2011 sprach der Europäische Gerichtshof für Menschenrechte Garlicki 8000 Euro Entschädigung durch den polnischen Staat wegen der Umstände seiner Festnahme und der Ehrverletzung durch Ziobro zu.
Im April 2007 sollte ein Kommando des CBA im Beisein mehrerer Fernsehteams die SLD-Politikerin Barbara Blida wegen Korruption verhaften. Die Aktion scheiterte, weil Blida sich in der Toilette ihres Hauses einschloss und sich dort erschoss. Ein Untersuchungsausschuss zum Tod Blidas empfahl 2011 dem Sejm, ein Verfahren gegen Ziobro und den damaligen Premier Jarosław Kaczyński vor dem Staatsgerichtshof zu betreiben.
Kurz nach seiner Entlassung im Zusammenhang mit einer Grundstücksaffäre im August 2007 bezichtigte Janusz Kaczmarek, der ehemalige Innenminister im Kabinett Jarosław Kaczyński, Ziobro des illegalen Abhörens von Journalisten und Politikern, des Missbrauchs der Staatsanwaltschaft für politische Zwecke und gegen politische Gegner. Die Oppositionsfraktionen im Sejm forderten daraufhin den Rücktritt Ziobros. Am 29. August 2007 stellten die Abgeordneten der SLD den Antrag, Ziobro vor den Staatsgerichtshof zu stellen; über diesen Antrag wurde jedoch nie entschieden, da die Legislaturperiode vorzeitig endete. Zwar wurde Ziobro am 7. September 2007 auf Antrag des Premierministers Jarosław Kaczyński durch Präsident Lech Kaczyński seiner Ämter enthoben und zum stellvertretenden Justizminister zurückgestuft. Doch schon vier Tage später wurde er erneut zum Justizminister und Generalstaatsanwalt ernannt.

### EU-Abgeordneter
Bei der Europawahl in Polen 2009 wurde Ziobro auf der Liste der PiS ins Europäische Parlament gewählt. Er war dort Mitglied der Fraktion Europa der Freiheit und der Demokratie. Er gehörte dem Rechtsausschuss an, überdies war er stellvertretender Vorsitzender des Ausschusses für bürgerliche Freiheiten, Justiz und Inneres sowie des Sonderausschusses gegen organisiertes Verbrechen, Korruption und Geldwäsche.
Presseberichten zufolge ist Ziobro im Februar 2011 von der Bayerischen Polizei bei Hof gestoppt worden, weil er mit überhöhter Geschwindigkeit und mit zwei unterschiedlichen Kfz-Kennzeichen unterwegs gewesen sei. Ziobro habe sich auf seine diplomatische Immunität als EU-Abgeordneter berufen, woraufhin er seine Reise habe fortsetzen können. Ziobro selbst ließ erklären, er habe das Fahrzeug von dessen Halter geliehen, der es einen Monat zuvor in Belgien zugelassen habe. In Belgien werde eines der beiden Kennzeichenschilder von der Zulassungsbehörde ausgestellt, das andere müsse der Halter selbst bei einer privaten Prägestelle anfertigen lassen. Dabei müsse der Prägestelle ein Fehler unterlaufen sein, weshalb sich das zweite Schild in einem Zeichen vom Original unterschieden habe. Er selbst habe „wie ein durchschnittlicher Fahrer“ eines geliehenen Fahrzeugs nicht zuvor geprüft, ob alle Zahlen und Buchstaben auf beiden Schildern identisch seien. Des Weiteren bestritt er, zu schnell gefahren zu sein.
Unmittelbar nach den Wahlen vom 9. Oktober 2011, bei denen die PiS erneut gegen die Platforma Obywatelska (PO) unter Donald Tusk unterlag, gehörte Ziobro mit dem Abgeordneten Jacek Kurski zu einer Gruppe von PiS-Funktionsträgern, die wegen der angeblich verfehlten Wahlkampftaktik Kritik an Parteichef Jarosław Kaczyński übten; die Kritiker wurden daraufhin aus der Partei ausgeschlossen. Daraufhin gründeten Ziobro und Kurski die Partei Solidarna Polska.
Im Jahr 2014 söhnte er sich mit Jarosław Kaczyński aus, Ziobros Partei trat bei den Kommunalwahlen 2014 und bei den Parlamentswahlen 2015 auf einer gemeinsamen Liste mit der PiS an.

### Justizminister Polens 2015–2023
Am 16. November 2015 wurde Zbigniew Ziobro von der neuen Premierministerin Beata Szydło zum Justizminister ernannt, drei Monate später, nach einer Gesetzesänderung, die dieses möglich machte, wurde er zudem auch noch Generalstaatsanwalt. Der frühere Vorsitzende des Verfassungsgerichts Andrzej Zoll nannte die Zusammenlegung der Ämter des Justizministers und der Generalstaatsanwalts verfassungswidrig, da auf diese Weise die Regierung die Möglichkeit bekommen habe, in Justizverfahren einzugreifen.
Im Mai 2016 kündigte er an, dass er als oberster Strafverfolger gegen das Urteil eines Krakauer Gerichts in Berufung gehen werde, das den Antrag der kalifornischen Justizbehörden auf Auslieferung des Filmregisseurs Roman Polański wegen der Vergewaltigung einer Minderjährigen zurückgewiesen hatte, und den Prozess neu aufrollen lassen wolle. Bei dem Urteil habe Polański ungerechtfertigterweise von einem „Prominentenbonus“ profitiert. Wäre er keine Person des öffentlichen Lebens, so wäre er längst ausgeliefert worden.
Mitte Oktober 2016 kündigte Ziobro die Einrichtung eines Ausschusses zur Untersuchung der Warschauer Reprivatisierungsaffäre an (Kommission für die Reprivatisierung von Warschauer Immobilien).
Ziobro hat die umstrittenen Justizreformen entwerfen und umsetzen lassen, die nach Auffassung der Europäischen Kommission das Prinzip der Gewaltenteilung verletzte, und geriet darüber auch in einen Konflikt mit Staatspräsident Andrzej Duda, der in mehreren Punkten eine Nachbesserung durchsetzte. Ziobro begründete seine Gesetzesprojekte mit der angeblichen Notwendigkeit, Altkommunisten (komuchy) aus dem Justizdienst zu entfernen. Doch wurde ihm nachgewiesen, dass er selbst Juristen protegiert, die aus der Zeit der Volksrepublik Polen belastet seien. Die parlamentarische Opposition warf ihm im Januar 2019 vor, den Austritt Polens aus der Europäischen Union anzustreben.
Ebenso zeichnete Ziobro für das am 6. Februar 2018 verabschiedete Gesetz über das Institut für Nationales Gedenken verantwortlich, das die „Herabsetzung der polnischen Nation“ unter Strafe stellt. Das Gesetz wurde scharf von der amerikanischen und der israelischen Regierung kritisiert. Es rief auch Proteste von Historikerverbänden hervor.
Im Zusammenhang mit einer Entscheidung des deutschen Bundesgerichtshofs vom 19. Juli 2018 über die
Vollstreckbarerklärung eines polnischen Urteils nach der EuGVVO warf er den deutschen Richtern vor, eine politisch motivierte Entscheidung getroffen zu haben. Hintergrund der Entscheidung des Bundesgerichtshofs war ein Verfahren vor polnischen Gerichten, in dem der KZ-Überlebende Karol Tendera auf Schadenersatz wegen Verletzung seines Allgemeinen Persönlichkeitsrechts und seiner Nationalwürde gegen das ZDF geklagt hatte. Der Bundesgerichtshof lehnte eine Vollstreckbarerklärung des polnischen Urteils ab, da dies im Ergebnis zu einer Verletzung des deutschen sogenannten ordre public führen würde: Das ZDF wäre durch das polnische Urteil verpflichtet gewesen, eine fremde Meinung als eigene auszugeben, was nach dem Bundesgerichtshof mit der (negativen) Meinungsfreiheit aus Art. 5 Abs. 1 GG unvereinbar sei.